# Jang Yun-jeong
Jang Yun-jeong (en hangul, 장윤정; en hanja, 張允瀞; Chungju, Chungcheong del Norte, 16 de febrero de 1980) es una cantante y MC surcoreana. Debutó en el mundo del espectáculo en 1999, aunque se dio a conocer en el mundo de la fama a principios de 2005 con su sencillo "Eomeona!" 어머나!, que significa "Oh my goodness!" (en inglés). Aunque en sus 20 años, ella había decidido quedarse con un género musical principalmente estereotipado a los coreanos de mayor edad, le ha apostado junto con sus éxitos, sus cinco álbumes de estudio (el último de ellos lanzado en junio de 2010) y sus dos EP. Ella es una de los maestros de ceremonia del programa Challenge 1000 Song de SBS.

## Carrera
En abril de 2005, ella debutó en Japón con el lanzamiento de "Oh, My Goodness."
El 5 de abril se unió como nueva maestra de ceremonias en el programa de KBS Escaping Danger Number One. Su entrevista fue en deceso antes de la emisión de Healing Camp, Aren't You Happy.
En agosto de 2014, Jang se unió a la agencia KOEN Stars, hogar de los MC Lee Hwi-jae y Lee Kyung-kyu, después de que su primera agencia Inwoo Production, se cerrara.

## Vida personal
El 29 de junio de 2013, ella se casó con el locutor de noticias Do Kyung-wan en Yeouido, Western Seoul. El 13 de junio de 2014 nació su bebé y fue uno de los bebés que participaron en el popular reality show The Return of Superman.

## Filmografía

### Programas de televisión
| Año  | Título                           | Notas               | Canal |
| ---- | -------------------------------- | ------------------- | ----- |
| 2022 | DoReMi Market (Amazing Saturday) | Ep. #197 - invitada | tvN   |
| 2015 | I Can See Your Voice             | Ep. #8 - invitada   | Mnet  |
| 2013 | Hello Counselor                  | Invitado, Ep. 121   | KBS2  |

## Discografía
- 22 de octubre de 2004: Volumen 1 - 어머나 (Oh My Goodness)
- 10 de mayo de 2005: Volumen 2 - 짠짜라(Really!)
- 7 de abril de 2006: Volumen 2.5 - 트로트 리메이크 앨범(Trot Remake Album)
- 28 de septiembre de 2006: Volumen 3 - 이따, 이따요 (Later, Later)
- 17 de septiembre de 2007: Best Album - The Encore
- 27 de junio de 2008: Volumen 4 - 장윤정 트위스트 (Jang Yoon Jeong Twist)
- 7 de febrero de 2009: Digital Single - 애원
- 8 de junio de 2010: Volumen 5 - 올래(Ollae)
- 18 de octubre de 2012 장윤정 6집 10주년 앨범 ("Jang Yoon Jeong Vol 6. 10th Anniversary")

### Álbumes y recopilaciones
| Álbum   | Información | Lista de canciones |
| ------- | --- | --- |
| 1st     | Volume 1 - Título: 어머나! (Oh My Goodness) - Formato: CD - Lanzamiento: 22 de octubre de 2004 - Idioma: Coreano - Discográfica: Sony                                                       | Ver listaTracklisting 1. 어머나! 2. 여자의 거울 3. 후 (Who) 4. 눈물의 부르스 5. 수은등 6. 변심 7. 바보같은 미소 8. 비에 젖은 터미널 9. I.O.U 10. 어머나! (Remix) 11. 어머나! (MR) 12. 여자의 거울 (MR) |
| 2nd     | Volumen 2 - Título: 짠짜라 - Formato: CD - Lanzamiento: 10 de mayo de 2005 - Idioma: Coreano - Discográfica: Yejeon Media                                                                   | Ver listaTracklisting 1. 가진 게 너무 없는 내 남자 2. 편지 (With - SG워너비 채동하) 3. 짠짜라 4. 꽃 5. 사랑아 6. 사랑이 떠나네요 7. 아라리 (상사병) 8. 사랑굿 9. 활주로 10. 서리 11. 콩깍지 12. 힘내라 (응원가) 13. 짠짜라 (Remix) 14. 짠짜라 (MR) |
| 2.5     | Volumen 2.5 - Título: 트로트 리메이크 앨범 (Trot Remake Album) - Formato: CD - Lanzamiento: 7 de abril de 2006 - Idioma: Coreano - Discográfica: Manine Media                               | Ver listaTracklisting 1. 콩깍지 2. 사랑밖에 난 몰라 3. 러브레터 4. 얄미운 사람 5. 멍에 6. 널 사랑해 7. 나는 외로움 그대는 그리움 8. 남자는 여자를 귀찮게 해 9. 섬마을 선생님 10. 그날 11. 당신이 원하신다면 12. 몇 미터 앞에 두고 13. 제비처럼 14. 비와 외로움 15. 추억의 발라드 16. 콩깍지 (Remix) 17. 콩깍지 (Inst.) |
| 3rd     | Volumen 3 - Título: 이따, 이따요 (Later, Later) - Formato: CD - Lanzamiento: 28 de septiembre de 2006 - Idioma: Coreano - Discográfica: Manine Media                                        | Ver listaTracklisting 1. 이따, 이따요 2. 첫사랑 3. 어부바 4. 재 5. 고수레 6. 아네모네 7. 천생연분 8. 알아요 9. 너도 나처럼 10. 가슴으로 울었네 11. 목마른 사슴 12. 황진이 13. 이따, 이따요 (Remix) 14. Call Me 15. 이따, 이따요 (Inst.) |
| Best Of | Compilatción - Título: Best Album - The Encore - Formato: CD - Lanzamiento: 17 de septiembre de 2007 - Idioma: Coreano - Discográfica: Vitamin Entertainment                                | Ver listaTracklisting Disc 1 1. 첫사랑 2. 어머나 3. 꽃 4. 짠짜라 5. 이따, 이따요 6. 콩깍지 7. 어부바 8. 편지 featuring 채동하 9. 사랑이 떠나네요 10. 너도 나처럼 11. 사랑아 12. 가진 게 너무 없는 내 남자 13. 가슴으로 울었네 14. 사랑굿 15. 사랑밖에 난 몰라 16. 고수레 17. 재 18. 목마른 사슴 19. 서리 20. 몰라 몰라 (MBC 드라마 [사랑은 아무도 못말려] 주제곡) Disc 2 1. 어머나 (Remix) 2. 꽃 (Remix) 3. 짠짜라 (Remix) 4. 콩깍지 (Remix) 5. 사랑아 (Remix) 6. 이따, 이따요 (Remix) 7. 어부바 (Remix) 8. 첫사랑 (MR) 9. 어머나 (MR) 10. 꽃 (MR) 11. 짠짜라 (MR) 12. 콩깍지 (MR) 13. 사랑아 (MR) 14. 이따,이따요 (MR) 15. 어부바 (MR) |
| 4th     | Volumen 4 - Título: 장윤정 트위스트 (Jang Yoon Jeong Twist) - Formato: CD - Lanzamiento: 27 de junio de 2008 - Idioma: Coreano - Discográfica: Mnet Media                                   | Ver listaTracklisting 1. 장윤정 트위스트 2. 애가 타 3. 거짓말 4. 다시 한번 5. 나 잡아봐라 6. 여자의 일생 7. 와락 부비부비 8. 해바라기 9. 남자가 필요해 10. 오동도 블루스 11. One Night Only 12. 사뿐사뿐 13. 캡슐 14. 장윤정 트위스트 (Remix) 15. 장윤정 트위스트 (MR) |
| 5th     | Volumen 5 - Título: 올래 (Ollae) - Formato: CD - Lanzamiento: 8 de junio de 2010 - Idioma: Coreano - Discográfica: Neowiz Internet                                                          | Ver listaTracklisting 1. 올래 2. 불나비 3. 아차차 4. 스타킹 5. 단념 6. 초혼 7. 송인 8. 말 못합니다 9. 눈치코치 10. 카사노바 11. 당신이 좋아 12. 올래 (Remix) 13. 올래 (MR) 14. 불나비 (MR) |
| 6th     | Volumen 6 - Título: 장윤정 6집 10주년 앨범 ("Jang Yoon Jeong Vol 6. 10th Anniversary") - Formato: CD - Lanzamiento: 17 de octubre de 2012 - Idioma: Coreano - Discográfica: Neowiz Internet | Ver listaTracklisting 1. 왔구나 왔어 2. 내사랑 로미오 3. 제발 부탁이야 4. 케 세라 세라 5. 필연 6. 아모레 미오 7. 준비됐나요 8. 꿈속의 사랑 9. 곡예사의 첫사랑 10. 과거를 묻지 마세요 11. 잊으리 12. 카츄샤의 노래 13. 왔구나 왔어 (Rock Ver. |

## Premios
| Año  | Premio                              | Categoría                | Trabajo nominado                                 | Resultados |
| ---- | ----------------------------------- | ------------------------ | ------------------------------------------------ | ---------- |
| 2021 | Top Excellence in Show & Variety    | KBS Entertainment Awards | I Like to Sing, Jangnal y The Return of Superman | Ganadora   |
| 2020 | Top Excellence Award (Show/Variety) | SBS Entertainment Award  | K-Trot in Town                                   | Ganó       |
| 2005 | Mnet Asian Music Awards (MAMA)      | Mejor Artista Femenina   | "Really!" (짠짜라)                               | Nominada   |